# Jacques Beauchemin
Pour les articles homonymes, voir Beauchemin.
Jacques Beauchemin (né en 1955) est un sociologue québécois. Il a enseigné la sociologie à l'Université du Québec à Montréal (UQAM) de 1993 à 2021. Il est présentement professeur associé au département de sociologie de cette même université. Il a également été chroniqueur occasionnel pour la Première Chaîne de la Société Radio-Canada.

## Biographie
Au début des années 1980, Jacques Beauchemin est marxiste-léniniste et associé aux mouvements d'extrême gauche. Sa décision de voter « oui » au référendum québécois de 1980 l'amène à se distancier de cette mouvance.
Il réalise l'ensemble de ses études à l'UQAM, où il obtient un baccalauréat (1981), une maîtrise (1985) et un doctorat (1992) en sociologie.
Ses premiers travaux (avec Gilles Bourque et Jules Duchastel) ont porté sur l’analyse du discours des gouvernements Duplessis au Québec (1936-1939, 1944-1959). Ceux-ci interrogent le mythe de la « Grande noirceur » et proposent une réinterprétation du duplessisme à la lumière de la régulation des rapports sociaux ayant cours au Québec.
Il s’est par la suite intéressé à la difficulté des sociétés contemporaines de définir un discours commun, ces dernières étant caractérisées par une fragmentation du sujet politique (La société des identités). Il a inscrit cette réflexion sur le commun dans les enjeux d’identités et de mémoire au Québec (L’histoire en trop; La souveraineté en héritage, Une démission tranquille). Sa sociologie sera de plus en plus marquée par la tradition du nationalisme culturel québécois (Fernand Dumont) que certains associeront à un nationalisme conservateur.
Il est considéré comme l’un des principaux penseurs qui ont renouvelé, au début des années 2000, le « Nous » identitaire québécois. Il a été un conseiller sur ces questions de Pauline Marois qui deviendra première ministre du Québec (2012-2014). Il fut aussi membre du comité-conseil de la Commission Bouchard Taylor (2007-2008), bien qu'il sera critique du Rapport qui en a émané. En 2013-2014, il est sous-ministre associé à la langue française sous le gouvernement de Pauline Marois.
Il fut le directeur de thèse de Mathieu Bock-Côté. Dans leur livre, il est cité par Jean-Marc Piotte et Jean-Pierre Couture, proches de Québec Solidaire, comme étant l'un des « nouveaux visages du nationalisme conservateur au Québec »,.

## Ouvrages
- 2020 : Une démission tranquille - La dépolitisation de l'identité québécoise (Boréal)  (ISBN 9782764626122 et 2764626126).
- 2015 : La souveraineté en héritage (Boréal)
- 2011 : Mémoire et démocratie en occident (P.I.E. Peter Lang)
- 2007 : La cité identitaire (Athéna Éditions) avec Mathieu Bock-Côté
- 2004 : La société des identités (Athéna Éditions)
- 2002 : L'histoire en trop (VLB éditeur)
- 1994 : (avec Gilles Bourque et Jules Duchastel ), La société libérale duplessiste (Presses de l'Université de Montréal).

## Prix et distinctions
- 2020: Prix Condorcet-Dessaulles du Mouvement laïque québécois
- 2014: Médaille de la Société historique de Montréal[13].

- 2011 : Membres de l'Académie des lettres du Québec[14]
- 2002 : Prix Richard Arès pour L'histoire en trop[15].